# Foscolo (famiglia)
I Foscolo furono una famiglia patrizia veneziana, annoverata fra le cosiddette Case Nuove.

## Storia
La leggenda li vorrebbe originari di Roma e raggiunsero la laguna sin dalla fondazione di Venezia; in realtà i Foscolo sono attestati solo dal XII secolo. Furono tra le famiglie aristocratiche incluse nel Maggior Consiglio dopo la Serrata del 1297.
Di questo casato si distinsero due linee: la prima, rimasta in patria, partecipò ininterrottamente alla politica veneziana sino alla fine della Serenissima; la seconda era un ramo cadetto trasferitosi in Oriente per amministrare le proprietà ottenute con la Quarta crociata.

## Membri illustri
- Andrea Foscolo (1450 - 1528), politico
- Andrea Foscolo (1470 - 1529), politico
- Marco Foscolo (XVI secolo), politico, Provveditore alle Pompe eletto nel 1560, il primo dopo una breve soppressione dell'istituzione[2]
- Leonardo Foscolo (1588 - 1660), militare
- Francesco Foscolo (1604 - 1663), militare
- Daulo Augusto Foscolo (1785 - 1860), ecclesiastico, dal 1816 al 1830 fu arcivescovo di Corfù, quindi patriarca latino di Gerusalemme e dal 1847 alla morte patriarca di Alessandria dei Latini
- Ugo Foscolo (1843 - ?), nobile, laureato nel 1865 in Legge a Padova

L'appartenenza del celebre poeta Ugo Foscolo a questa famiglia, invece, non è certa.

## Proprietà
- Palazzo Benzon Foscolo, a Dorsoduro;
- Palazzo Foscolo, a Oderzo;
- Villa Foscolo, ad Abano Terme;
- Villa Foscolo, a Quarto d'Altino.